# Citrus hongheensis
Espèce
Citrus hongheensis, papeda du Honghe, en français papeda du Fleuve Rouge est une population polymorphes d'agrumes mi-sauvages mi-cultivés, endémiques de la région de la Préfecture autonome Hani et Yi de Honghe, dans le sud-est du Yunnan, région de climat de mousson du plateau subtropical (1 500 mm de précipitation par an).
L'espèce est en danger critique d'extinction (2023).

## Dénomination
红河 (Hónghé) est le Fleuve Rouge. 紅河橙 (Hónghé chéng) Oranger du Fleuve Rouge, nom botanique Citrus hongheensis.  Ye Yin-Min, Liu Xiao-Dong, Ding Su-Qin et Liang Ming-Qing sont les descripteurs dans Citrus hongheensis a new species found from Subgen. Papeda Swingle, Acta Phytotaxon Sinensis en 1976. Les auteurs notent l'affinité avec C. latipes, le rattache à l'ex sous-genre Papeda de Swingle et illustrent la publication d'étonnantes vues de la feuille.
Alei est donné comme synonyme: Ale est le Fleuve Rouge en langue locale Hani. On cite aussi Honghe Dayicheng ou Honghecheng.

### Espèce nouvelle
Il s'agit bien d'une espèce nouvelle admise et non d'un synonyme d'une espèce déjà décrire (y compris de C. cavaleriei H. Lév. ex Cavalerie = C. ichangensis). Les auteurs écrivent  «Cette espèce a de grandes fleurs et la longueur des feuilles alaires est nettement plus longue que la feuille principale. Elle est différente de C. micrantha, C. celebica, C. macroptera et C. hystrix. Parmi les C. latipes publiées dans le monde avec des feuilles alaires plus longues que la feuille principale, on trouve C. latipes, C. macroptera var. annamensis (C. combara) et C. macroptera. var. kerii.  Ces espèces et variétés ont toutes de petites fleurs et des pétioles courts, de 7 à 11 cm, et se distinguent facilement des orangers du Fleuve Rouge».

## Description

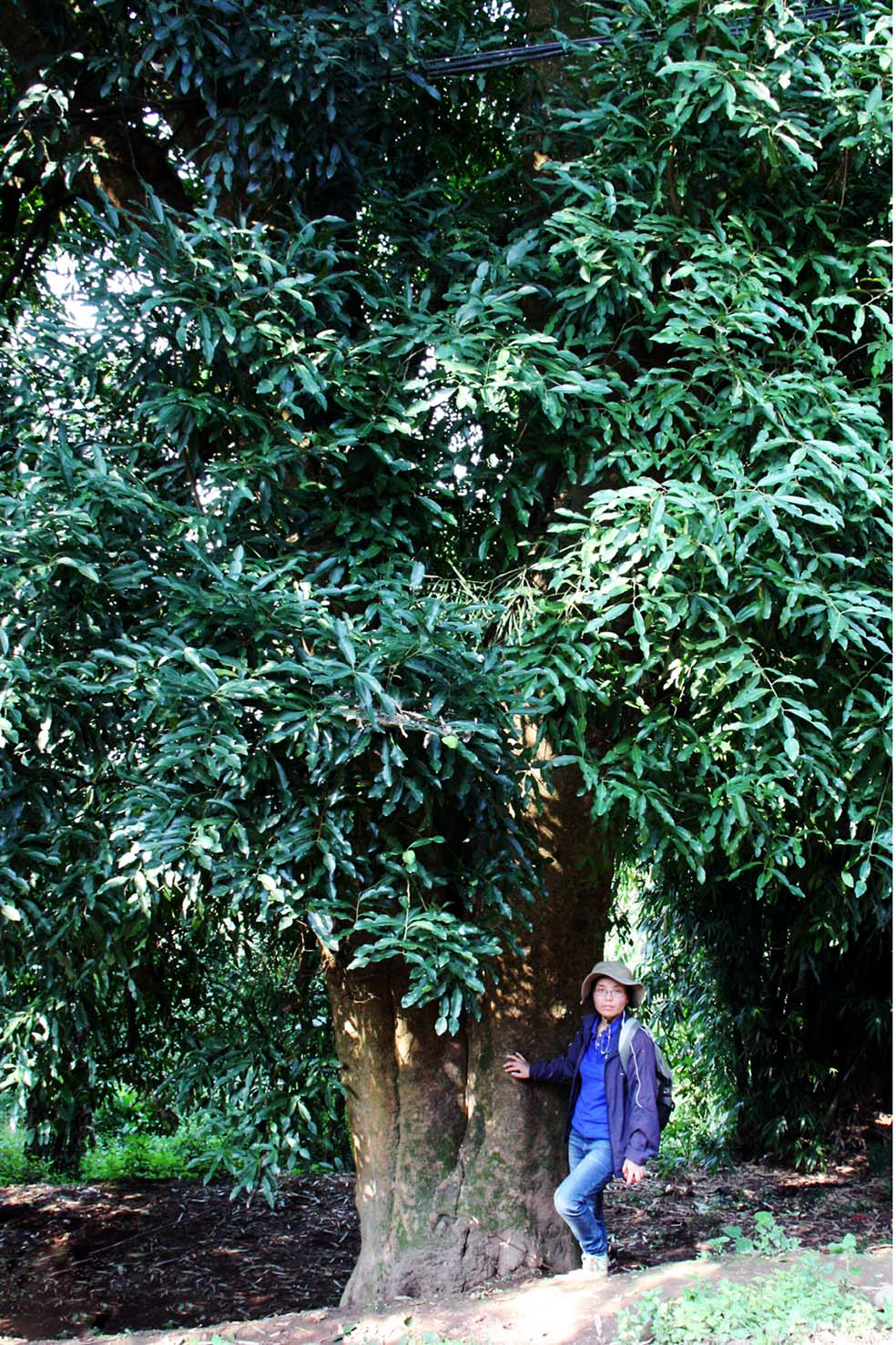
L'arbre est grand et le feuillage long et bipenné original

Le spécimen type de la primo description a été collecté dans le Comté de Honghe à une altitude de 1 820 m (altitude moyenne de la population 800 à 2 000 m), il est conservé à l'Institut de recherche sur les agrumes de l'Académie chinoise des sciences agricoles.
Bel arbre d'environ 10 m de haut sur 9 à 10 m de circonférence, épineux. La feuille 5,5 cm de long, 2 cm de large, à un pétiole est extrêmement long jusqu'à 18 cm. Les fleurs groupées en 5 à 9 fleurs, avec boutons floraux sont oblongs, violets, de 1,5 cm de long et 0,8 cm de large avant ouverture. La fleur blanche est grande de 3 à 3,5 cm de diamètre, 4 ou 5 pétales, 16 à 18 étamines.

Le fruit plus petit qu'un pamplemousse de la taille d'une grosse orange a une peau épaisse, les cellules huileuses sont saillantes, les graines sont grandes et mono-embryonnées. La végétation est continue dans son habitat naturel, avec 3 ou 4 fructifications abondantes par an chez l'arbre adulte. 

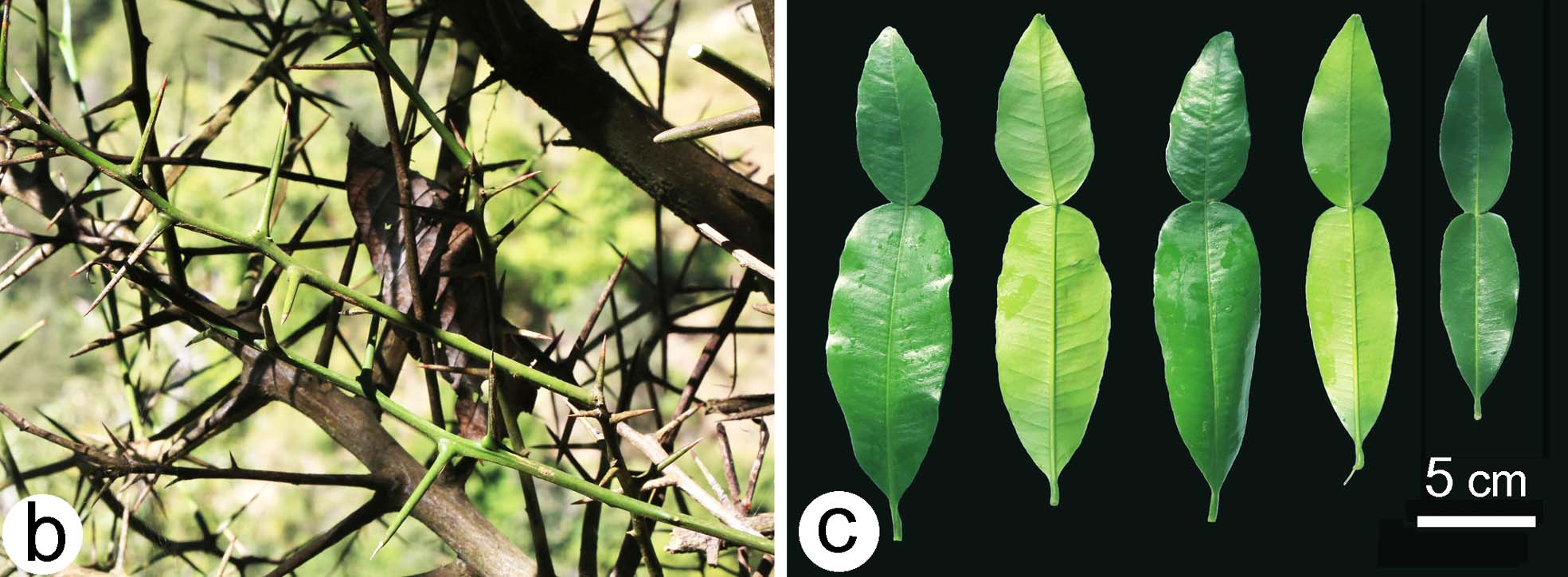
Epines (b) et feuilles (c) de C. hongheensis (Feng-Juan Mou 2023)

Un spécimen est conservé à Givaudan Citrus Variety Collection at UC Riverside qui le décrit comme plus vigoureux qu'Ichang papeda.

### Variétés
La diversité génétique a été mesurée en 2021 sur la base des marqueurs ISSR , les auteurs qualifient «les variations détectées d'un niveau relativement élevé de diversité génétique intraspécifique» ce qui n'est pas sans poser des problèmes de conservation.
Z. Bao et al. (1988) ont décrit une variété locale Yuanjiang Papeda qui diffère du type par sa taille (17 m) ses énormes fleurs environ 4,1 cm de diamètre et ses feuilles aux pétioles ailés 1 à 2 fois plus longs que les limbes des feuilles. Les fruits  de 15 cm de diamètre avec une peau très épaisse (3 cm).

### Un agrume mi-sauvage mi-cultivé
La population locale de Hani cultive les Papeda du Fleuve Rouge. Les jeunes feuilles sont utilisées comme aromate. Les fruits ont le même usage médical que ceux du Poncirus trifoliata. Les arbres ont une signification religieuse apotropaïque. Le statut sauvage de la plante semble contesté, Yang Yang et al. écrivent que les 10 populations restantes du bassin versant de la Rivière Rouge (environ 50 individus chacune, 7 d'entre elles ne comptaient que 20 arbres en 2009) ne se trouvent qu'autour des villages sont des populations cultivées ou reliques. Elles sont faites d'arbres adultes, ils notent qu'il «n’est pas clair si leur utilisation par la population locale joue un rôle dans la conservation ou dans la dégradation de sa diversité génétique».

### Phylogénie

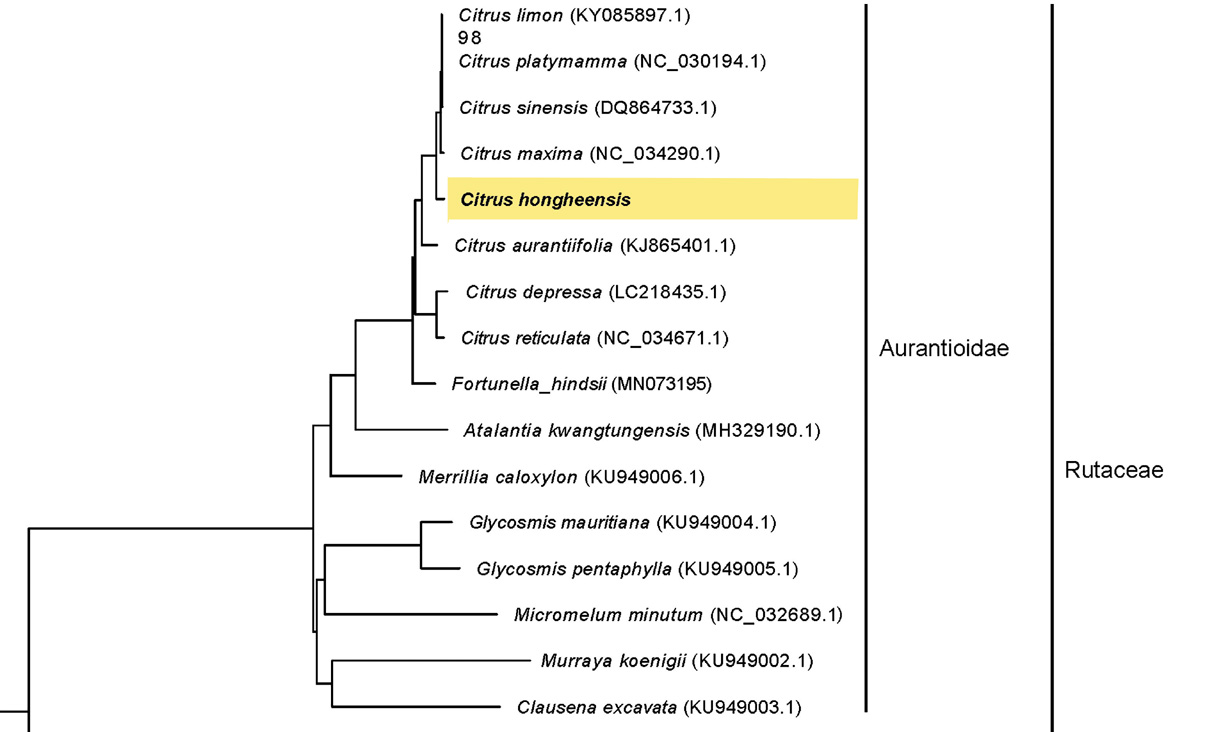
La phylogénie de Zi-hao Zhang et al (2020) le rapproche du pamplemoussier.

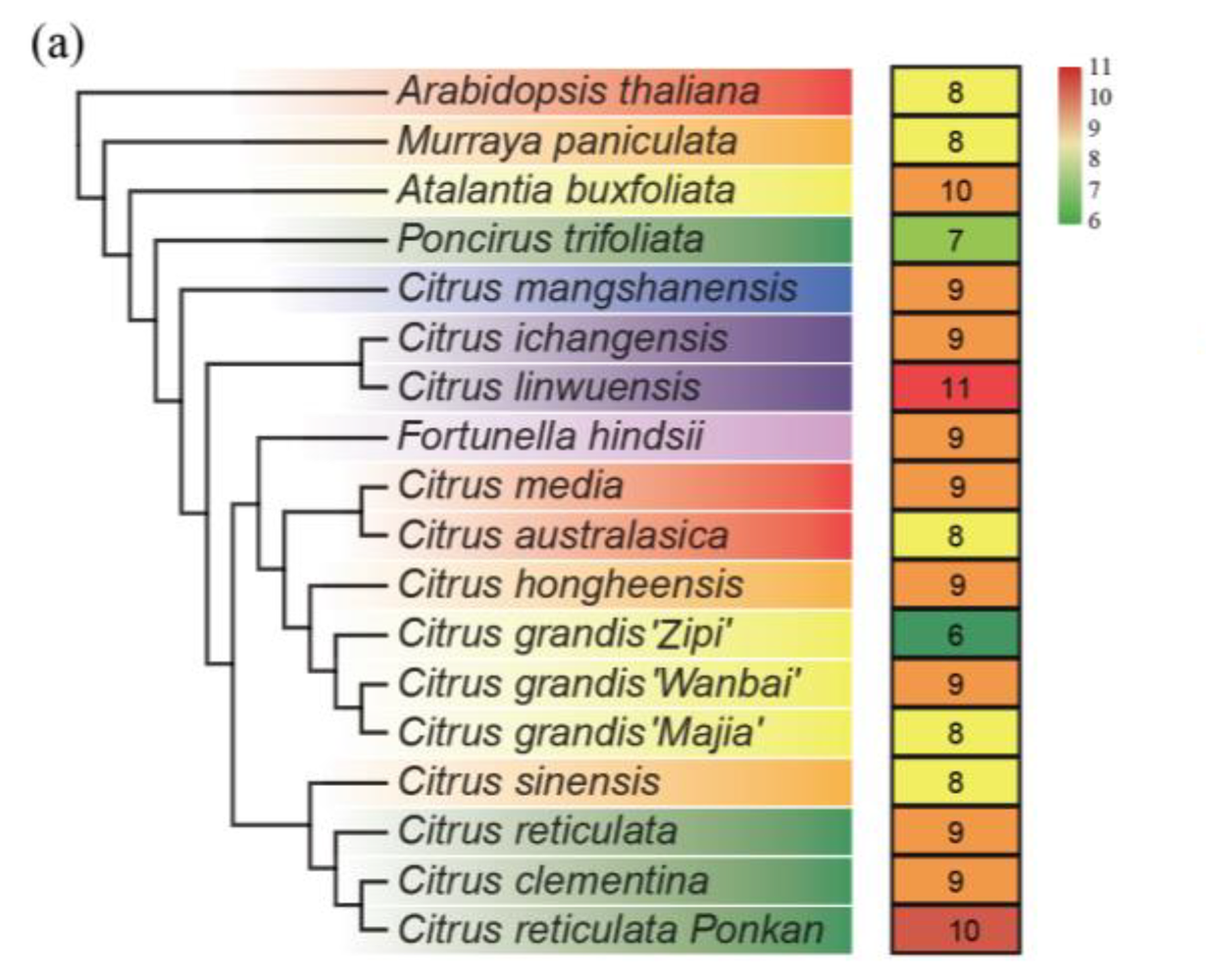
L'arbre phylogénétique et le nombre de gènes KNOX dans le genre Citrus et ses espèces étroitement apparentées montre la grande proximité du Papeda du Fleuve Rouge et des pamplemousses.

Le génome a été séquencé 2010 puis complètement en 2020 et 2025. Il mesure 160 275 pb avec 80 gènes codant pour des protéines, 30 gènes d'ARNt et 4 gènes d'ARNr. Le papeda du Fleuve Rouge est génétiquement étroitement apparenté au pamplemoussier (Citrus maxima). Zi-hao Zhang et al. reconstituent un arbre phylogénétique où C. hongheensis diverge de C. maxima et C. sinensis. En 2023, Zhi-Meng Gan et al. font une analyse pan-génomique des gènes KNOX chez 17 Citrinae. Leur arbre phylogénétique et le nombre de gènes KNOX dans le genre Citrus et ses espèces étroitement apparentées confirme la proximité avec le pamplemoussier (C. maxima = C. grandis) même si le feuillage n'a rien de comparable.
En 2025, Fusheng Wang et al. à partir du séquençage d'un papeda primitif et du séquençage a novo de 378 accessions d'agrumes du sud de la Chine, de l'Himalaya et des monts Hengduan montrent que l'évolution du genre Citrus a suivi deux radiations : vers la Chine orientale et l'Asie du Sud-Est, le long des réseaux fluviaux. Dans cette histoire «Papeda a probablement joué un rôle important dans l'origine du citron caviar, des cédrats, du papeda de Honghe et des pamplemousses australiens. Le papeda d'Ichang est originaire de Yuanjiang, et C. mangshanensis est étroitement lié au kumquat et au papeda d'Ichang». A partir de là ils reconstituent la progression géographique des premiers agrumes. L'ancêtre du papeda, le cédrat, le papeda Honghe, les pamplemousses, et l'orange amère divergent il y a environ 8,12 millions d'années.

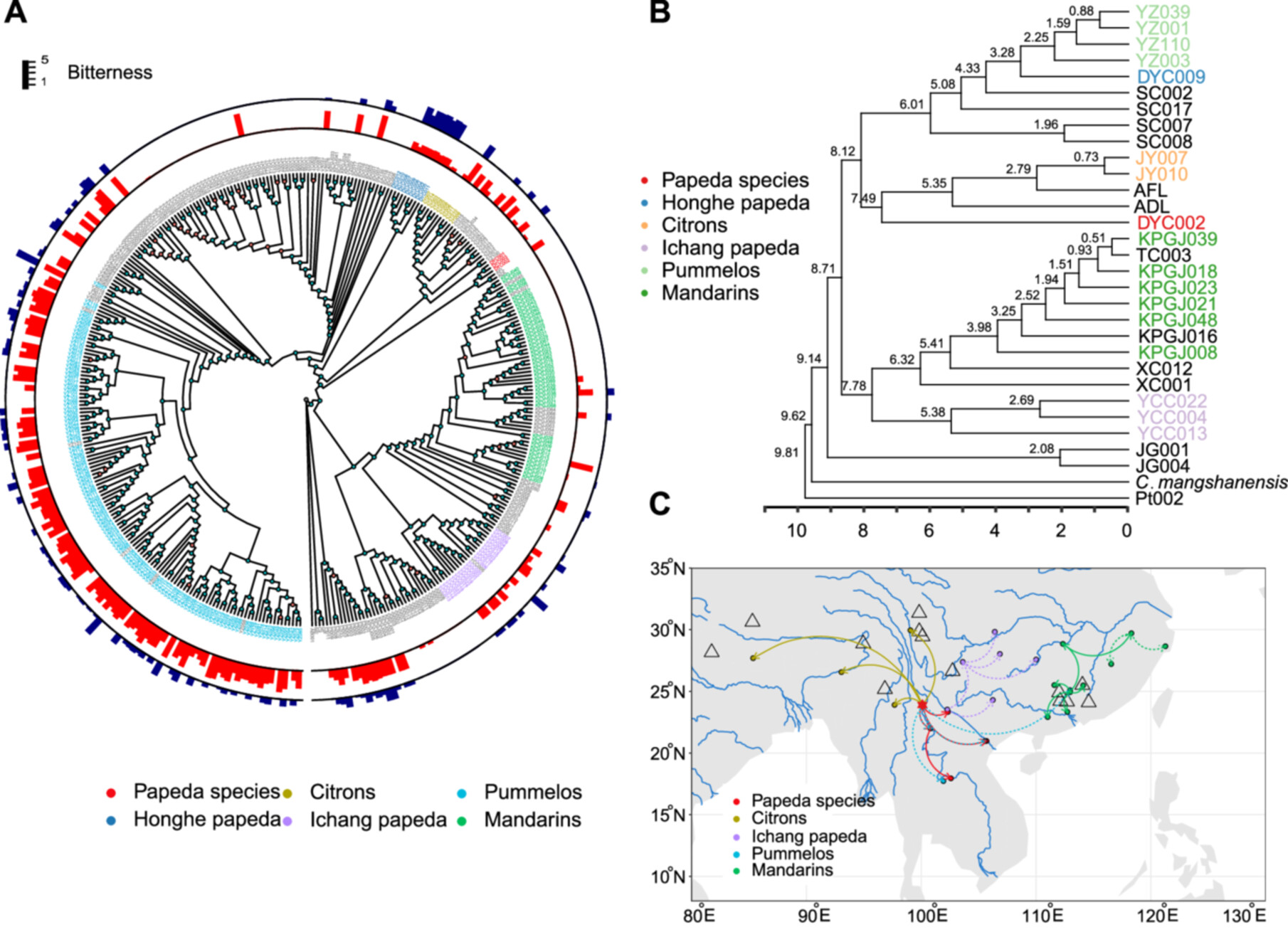
(A) Arbre phylogénétique de 378 espèces d'agrumes (B) Chronogramme de la spéciation des agrumes. (C) Les espèces d'agrumes sont originaires de l'Himalaya et des monts Hengduan et ont été dispersées par deux rayonnements.

Dans leur phylogénie le papeda de Honghe est une espèce sœur des pamplemousses. «Les espèces de cédrat, de papeda de Honghe et de pamplemousse ont évolué à partir de l'espèce papeda. Elles ont pu se propager au Myanmar, au Viêt Nam et en Malaisie par les bassins des rivières Dulong, Nu, Longchuan, Lancang et Rouge». 
Ces auteurs notent que la domestication des agrumes réduit l'amertume du fruit, elle exerce des pressions de sélection sur des gènes impliqués dans la biosynthèse des limonoïdes et des flavonoïdes.

## Écologie
Yang Yang et al. décrivent le papeda du Fleuve Rouge comme espèce en danger critique d'extinction (deuxième catégorie dans le Livre rouge de Chine - équivalent CR de l'UICN). Gayle M. Volk et al. (2023) le classent dans les espèces faisant l'objet d'une surveillance en Chine.